# Botot
Botot is een bestuurslaag in het regentschap Tapanuli Tengah van de provincie Noord-Sumatra, Indonesië. Botot telt 505 inwoners (volkstelling 2010).